# Zespół śpiewaczy „Ocice”
Zespół śpiewaczy „Ocice” – grupa śpiewacza z kapelą z Ocic, gmina Bolesławiec, województwo dolnośląskie. 
Zespół wykonuje pieśni obrzędowe i liryczne i ballady z XIX z Galicji, które przetrwały przesiedlenia do Bośni, a następnie na Ziemie Odzyskane. Wyrazem tożsamości reemigrantów są do dziś ulubione pieśni i piosenki bałkańskie. 
Zespół został założony w 1978 roku przy Kole Gospodyń Wiejskich w Ocicach. W roku 1981 do zespołu dołączyła kapela złożona z dwóch par skrzypiec, tamburic: bugariji, berdy (basy szarpane), prymu oraz bębna i harmonii.
W roku 1983, podczas przygotowań do Srebrnego Jubileuszu Koła Gospodyń Wiejskich w Ocicach zmienił się skład zespołu. Do kapeli powrócił Edward Braszko, będący do dzisiaj kierownikiem zespołu. W roku 1983 otwarto również salę prób w Ocicach zbudowaną nakładem sił i środków członków zespołu. Stała się ona miejscem prób, spotkań i działalności pozamuzycznej zespołu.
Większość członków zespołu to reemigranci z Jugosławii, terenów obecnej Bośni i Hercegowiny bądź ich potomkowie. Szczególnie w repertuarze Zespół Śpiewaczy z Ocic stara się kontynuować tę tradycję. Zespół występował na licznych przeglądach, festiwalach i konkursach, min. w Kielcach, Jeleniej Górze, Wrocławiu, podczas Festiwalu Wszystkie Mazurki Świata. 

## Nagrody
W 1986 roku zespół zdobył II nagrodę na Festiwalu Kapel i Śpiewaków Ludowych w Kazimierzu nad Wisłą. W 2013 roku zespół świętował 35-lecie istnienia.  

## Dyskografia
- 2014: „Od wschodu słońca... Tradycje muzyczne na Dolnym Śląsku”, Fundacja Ważka.
- 2010: „Muzyka źródeł vol. 26 Dolny Śląsk”, Polskie Radio.
- 2009: „Mom jo skarb”, Muzeum Etnograficzne we Wrocławiu.